# M. Roma Volley
M. Roma Volley é um clube profissional de voleibol italiano sediado em Roma e fundado em 2006. Disputa a Liga Italiana de Voleibol.